# 엘 워드

엘 워드

《엘 워드》(The L Word)는 미국과 캐나다가 공동제작한 TV 드라마로, 52분 분량의 70개 에피소드로 구성되어 있다. Ilene Chaiken에 의해 제작되었고 2004년 1월 18일부터 2009년 3월 8일까지 총 6개의 시즌에 걸쳐 Showtime에서 방영되었다. 캘리포니아 웨스트 할리우드 LA에 거주하는 레즈비언, 바이섹슈얼, 트랜스젠더 등의 친구들과 가족, 사랑, 삶에 관한 이야기를 그리고 있다.